# Тыловай
Тыловай — село в Дебёсском районе Удмуртии Российской Федерации. Административный центр Тыловайского сельского поселения.

## География
Село расположено на востоке Удмуртии и на юге Дебёсского района.

## История
В 1935—1956 годах было центром Тыловайского района Удмуртской АССР.

## Население
| 2010 | 2012 |
| ---- | ---- |
| 504  | ↘482 |

## Экономика
- ООО «Тыловай»;[3]

## Достопримечательности
- Музей-усадьба Геннадия Михайловича Корепанова-Камского — удмуртского композитора, певца, заслуженного деятеля искусств России, народного артиста Удмуртии, лауреата Государственной премии, почётного гражданина Удмуртии и Дебёсского района. Открытие музея состоялось 19 августа 2011 года[4].

## Улицы
- Кирова;[5]
- Ленина;[5]
- Логовая;[5]
- Мира;[5]
- Первомайская;[5]
- Полевая;[5]
- Свободы;[5]
- Советская;[5]
- Труда;[5]

## Известные уроженцы
- Анэта Петровна Сидорова (1939) — общественный и государственный деятель, журналист, заслуженный работник Удмуртии и России[6].